# أهلا أمريكا (رواية)
أهلا أمريكا Hello America هي رواية للكاتب الإنجليزي جيه جي بالارد، نشرت عام 1981، عن دار نشر جوناثان كيب.